# Le domino noir
Le domino noir (dt. Der schwarze Domino) ist eine Opéra-comique in drei Aufzügen von Daniel-François-Esprit Auber mit einem Libretto von Eugène Scribe. Die Premiere fand am 2. Dezember 1837 in der Salle des Nouveautés der Opéra-Comique in Paris statt.

## Handlung
Am Hof des spanischen Königs in Madrid wird ein Maskenball gegeben. Die Musik hört man gedämpft in einem etwas entfernten Salon. In diesem treffen sich der Gesandtschaftssekretär Horace de Massarena und Graf Juliano. Massarena erzählt, dass er vor exakt einem Jahr genau in diesem Salon – ebenfalls anlässlich eines Maskenballs – einer Unbekannten, maskiert als Domino, einen Gefallen erweisen konnte. Seither würde er diese Unbekannte lieben und seit dieser Tat würde er auch von unbekannter Seite protegiert. Heute nun, hoffe er, diese Unbekannte wieder zu treffen.
Erster Akt
Ein kleiner Salon in der Nähe des königlichen Ballsaales im Königspalast in Madrid, Graf Juliano und Horacio de Massarena im Gespräch
Zweiter Akt
Der Speisesaal im Palais von Graf Juliano
Dritter Akt
Das Empfangszimmer des Damenstifts der spanischen Königin

## Gestaltung
Die Oper besitzt gesprochene Dialoge. Es gibt nur wenige Musiknummern. Einzig die Finalsätze sind umfangreicher und komplexer.

### Instrumentation
Die Orchesterbesetzung der Oper enthält die folgenden Instrumente:
- Holzbläser: zwei Flöten (2. auch Piccolo), zwei Oboen, zwei Klarinetten, zwei Fagotte
- Blechbläser: vier Hörner, zwei Trompeten, drei Posaunen
- Pauken, Schlagzeug: Große Trommel, Becken, Triangel
- Streicher
- Bühnenmusik: Flöte, zwei Oboen, zwei Klarinetten, zwei Fagotte, zwei Hörner, Uhrglocke, Orgel, Harfe, Streicher

## Werkgeschichte

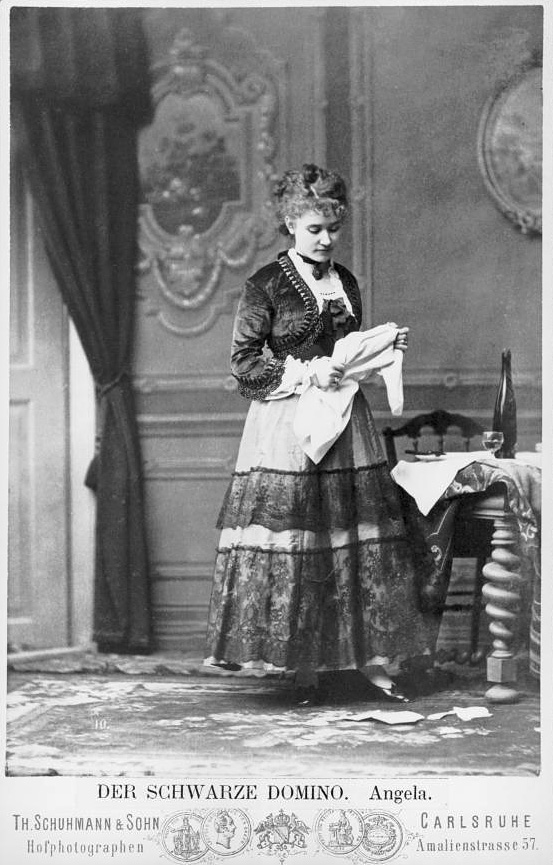
Bianca Bianghi als Angela/Angèle, 1870er Jahre

Bei der Uraufführung am 2. Dezember 1837 in der Salle des Nouveautés der Opéra-Comique sangen M. Grignon (Lord Elfort), Théodore-Étienne Moreau-Sainti (Juliano), Joseph-Antoine-Charles Couderc (Horace de Massarena), M. Roy (Gil Perez), Laure Cinti-Damoreau (Angèle), Mlle Berthaut (Brigitte) und Mme Boulanger (Jacinthe).

Kostümbilder der Uraufführung von 1837
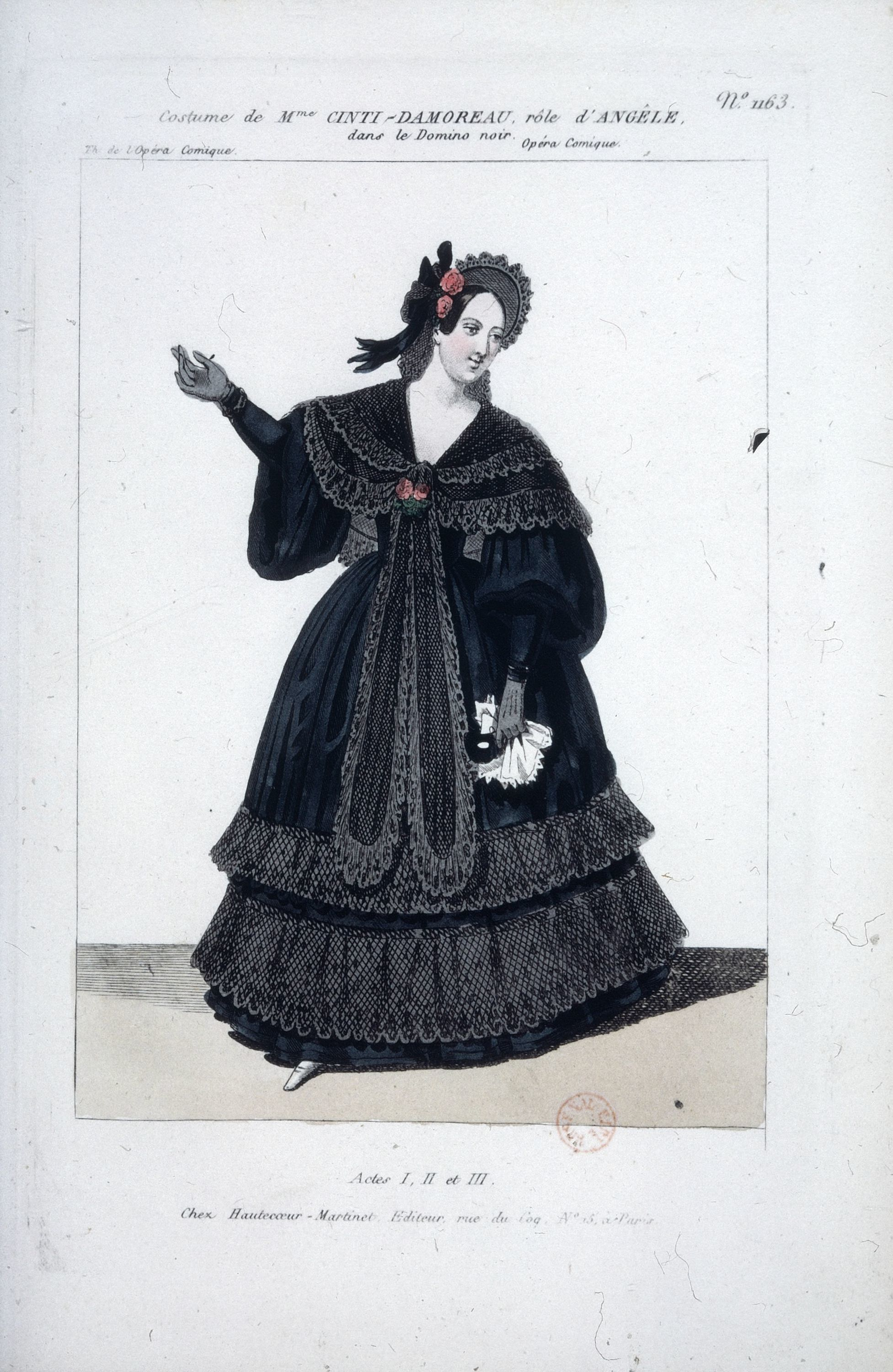
Cinti-Damoreau (Angèle)
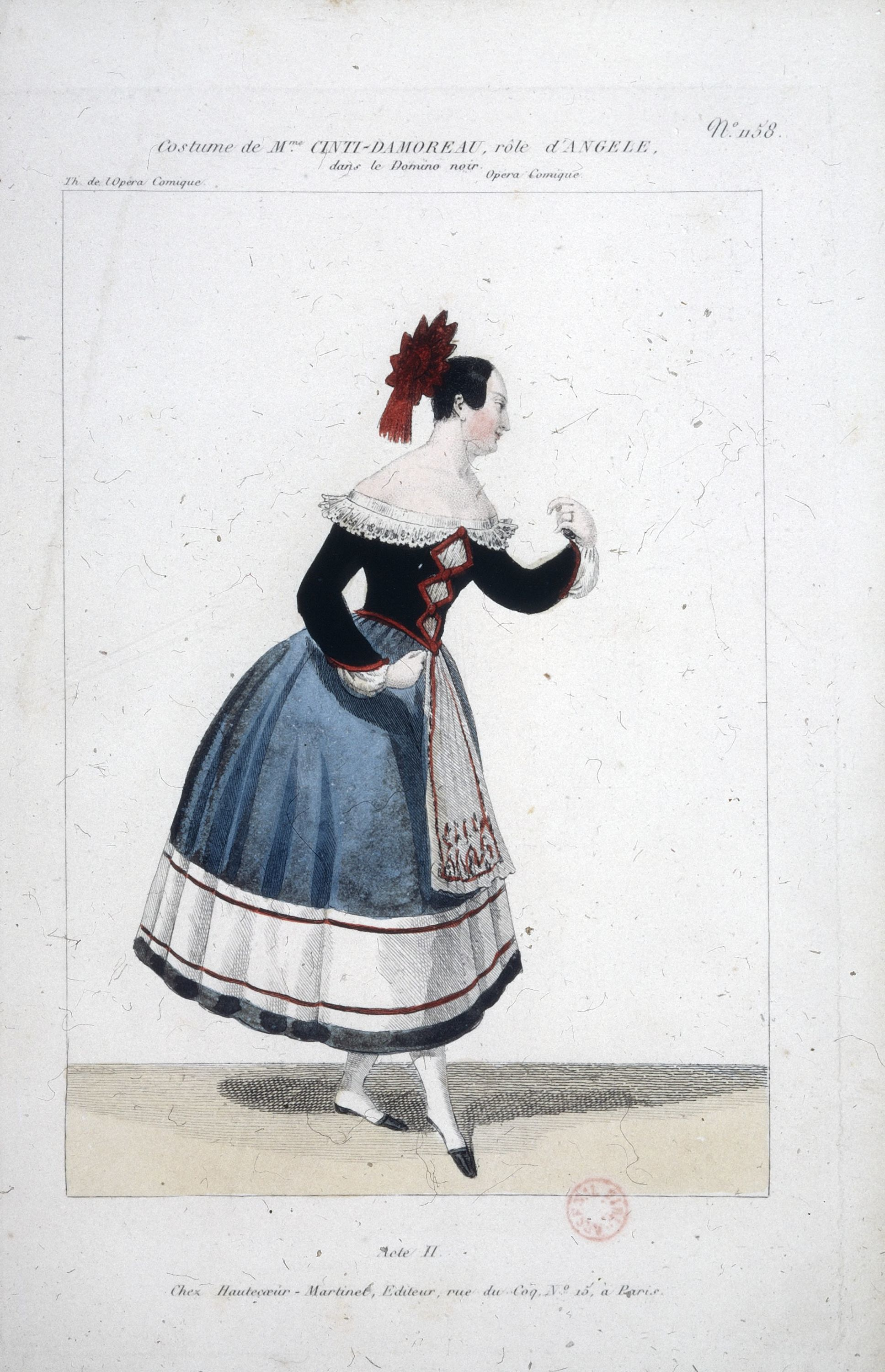
Cinti-Damoreau (Angèle, 2. Akt)
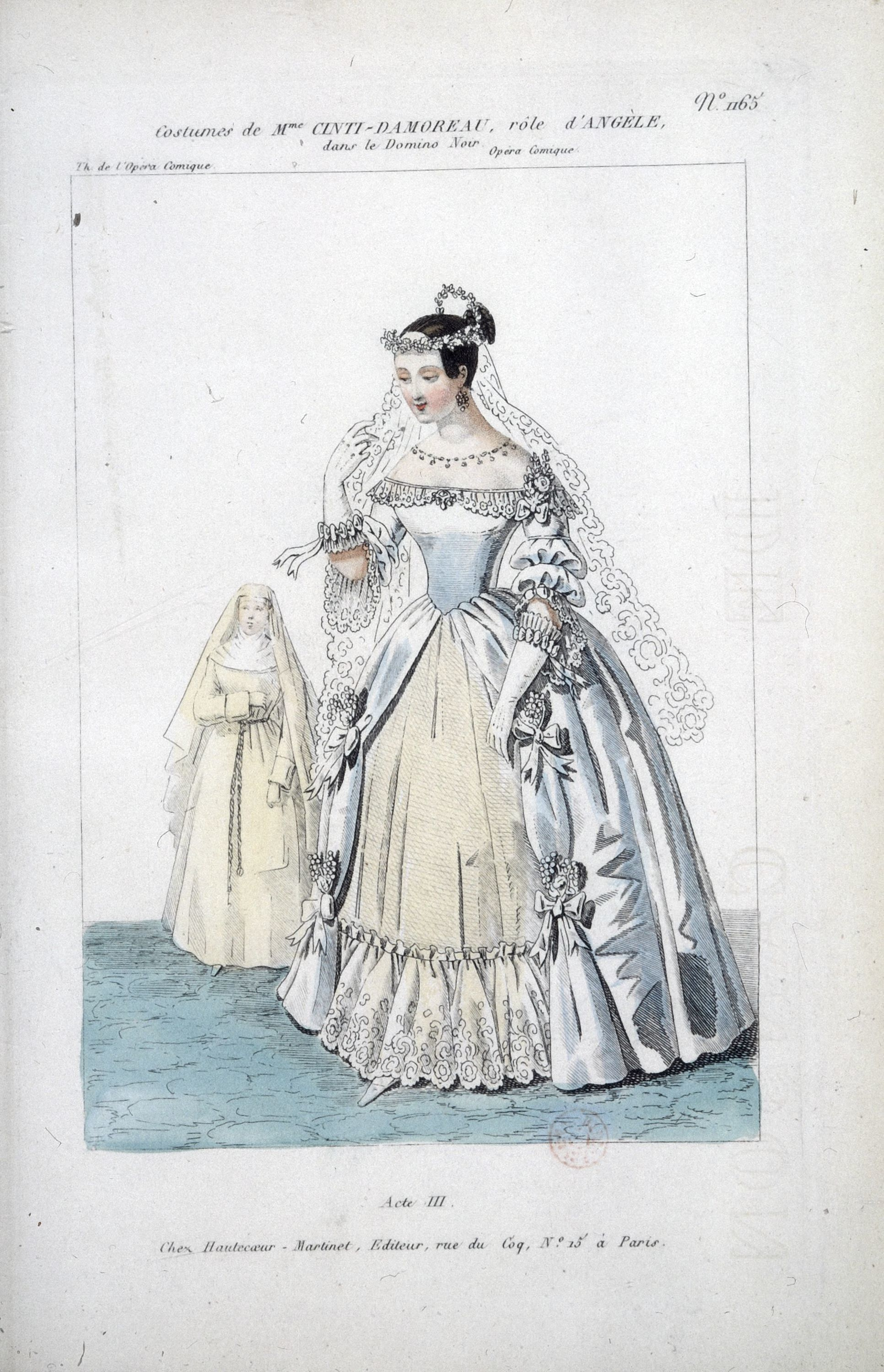
Cinti-Damoreau (Angèle, 3. Akt)
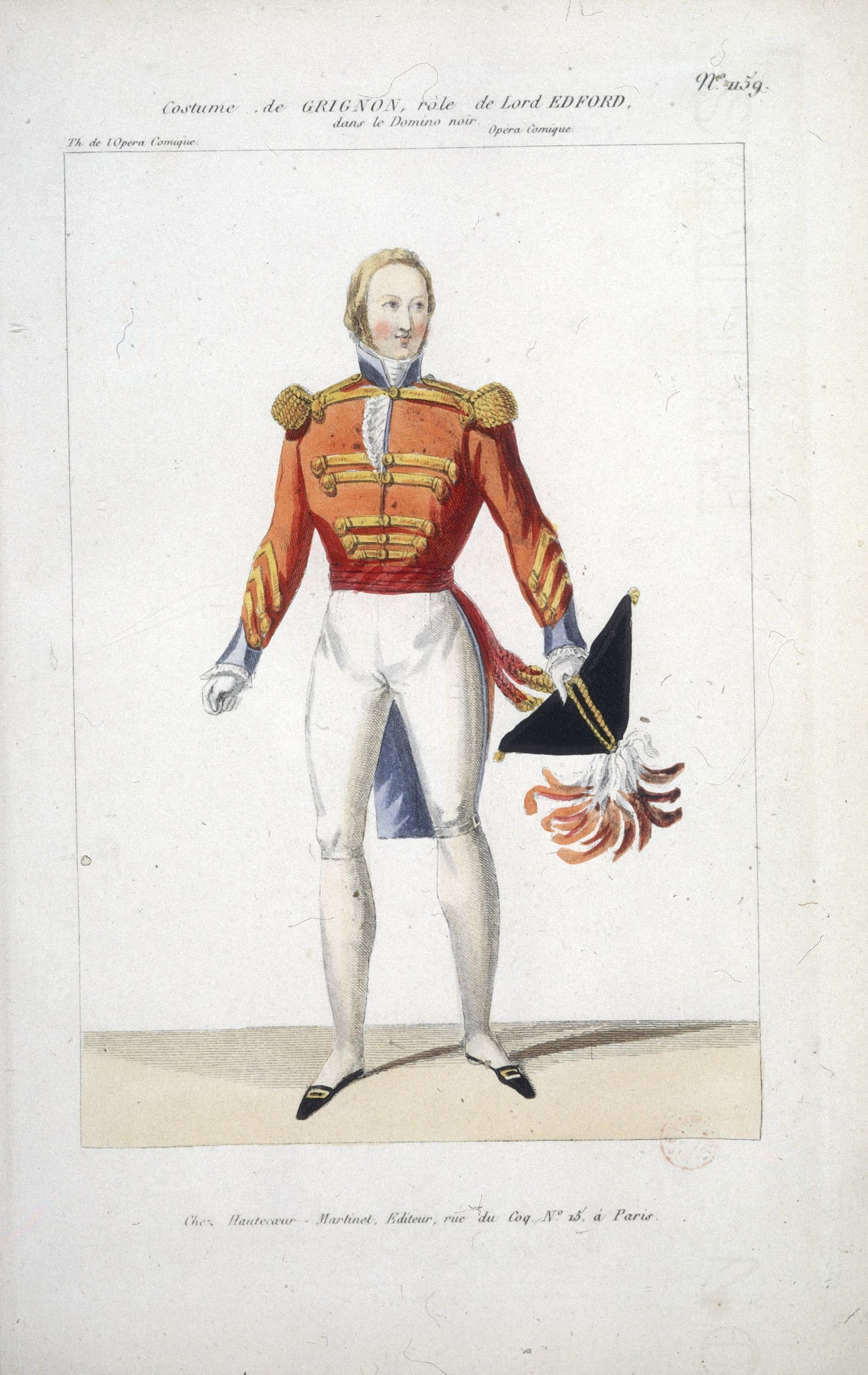
Grignon (Lord Elfort)
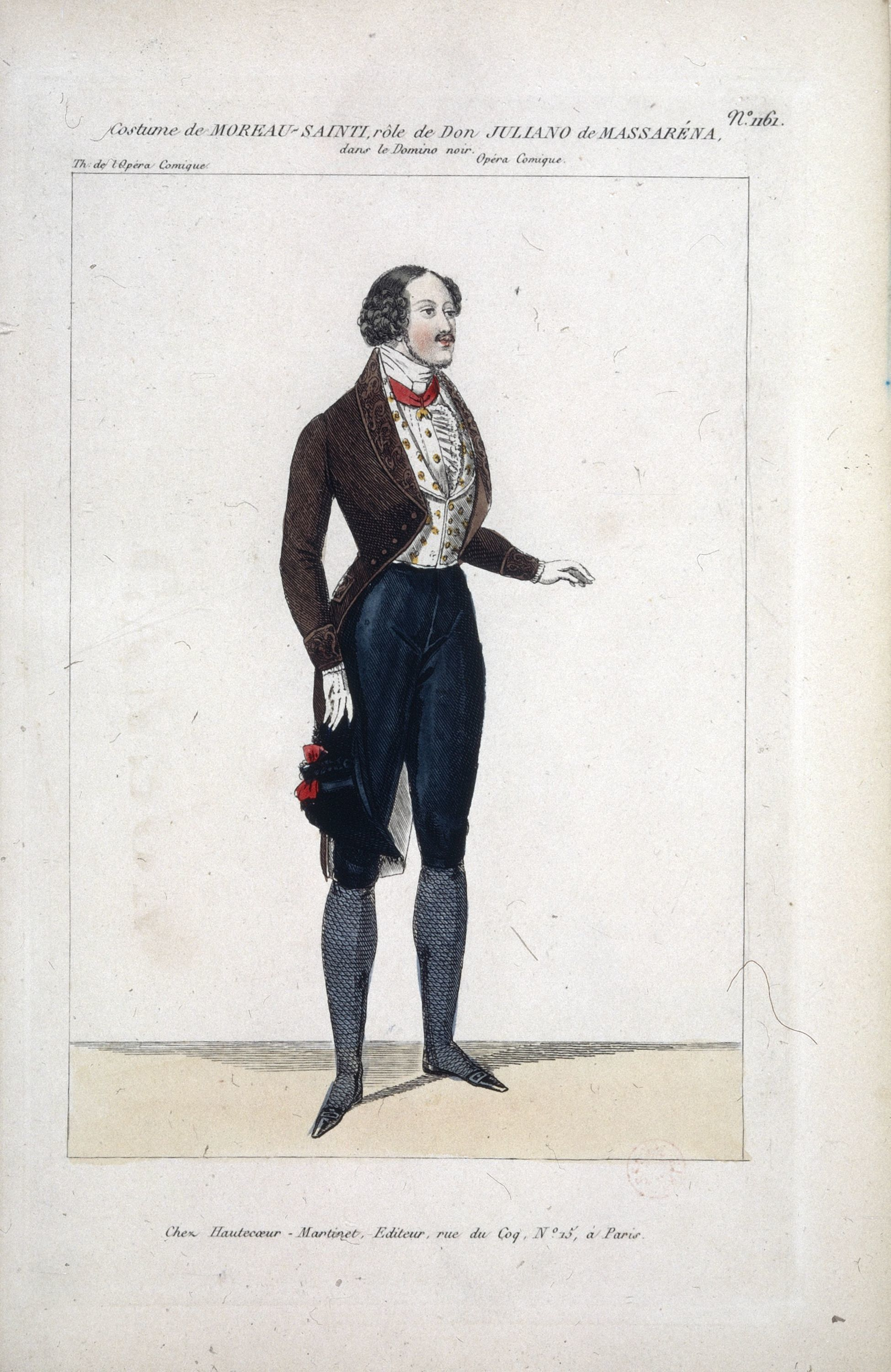
Moreau-Sainti (Juliano)
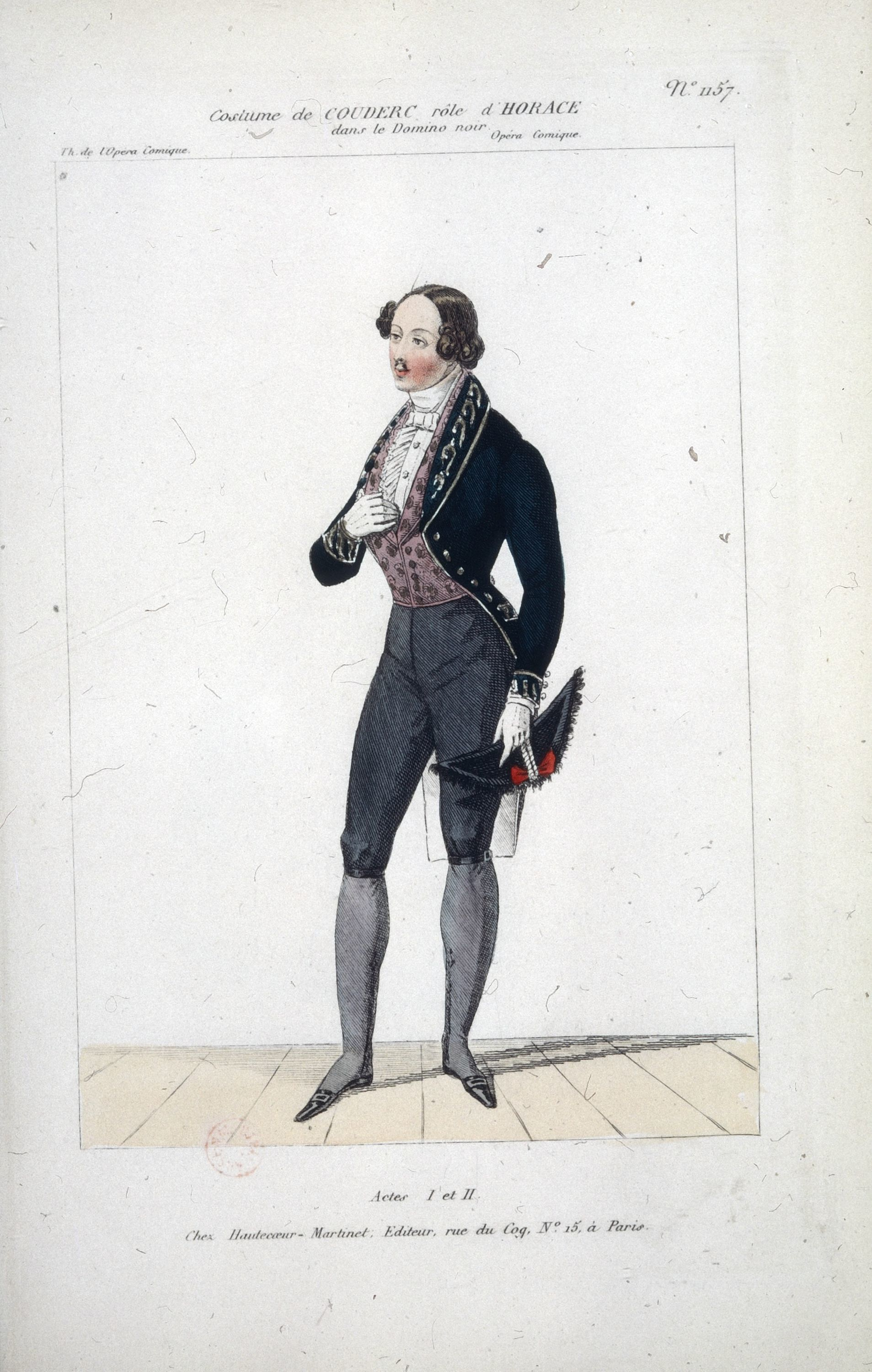
Couderc (Horace)
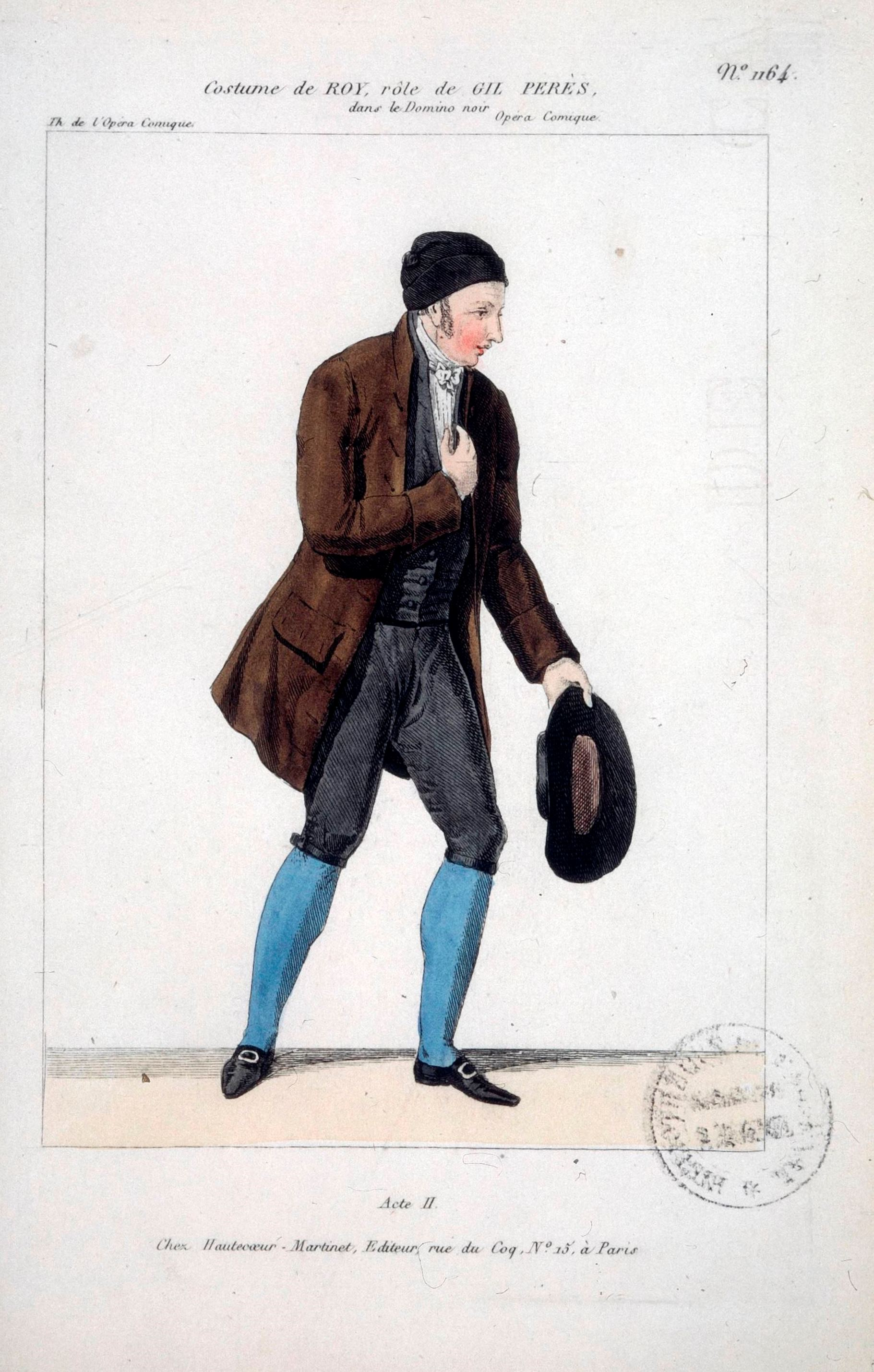
Roy (Gil Perez)
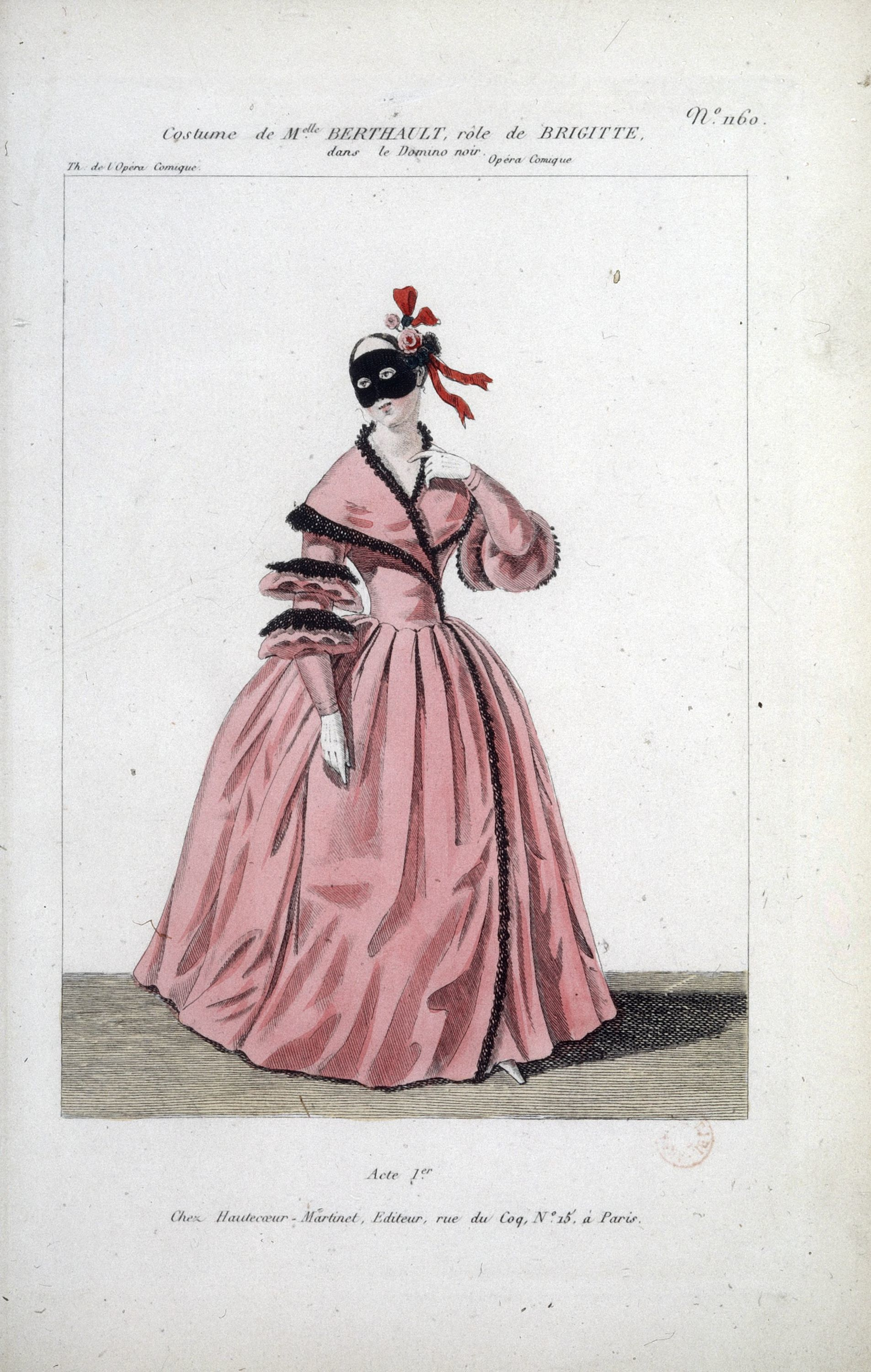
Berthault (Brigitte)
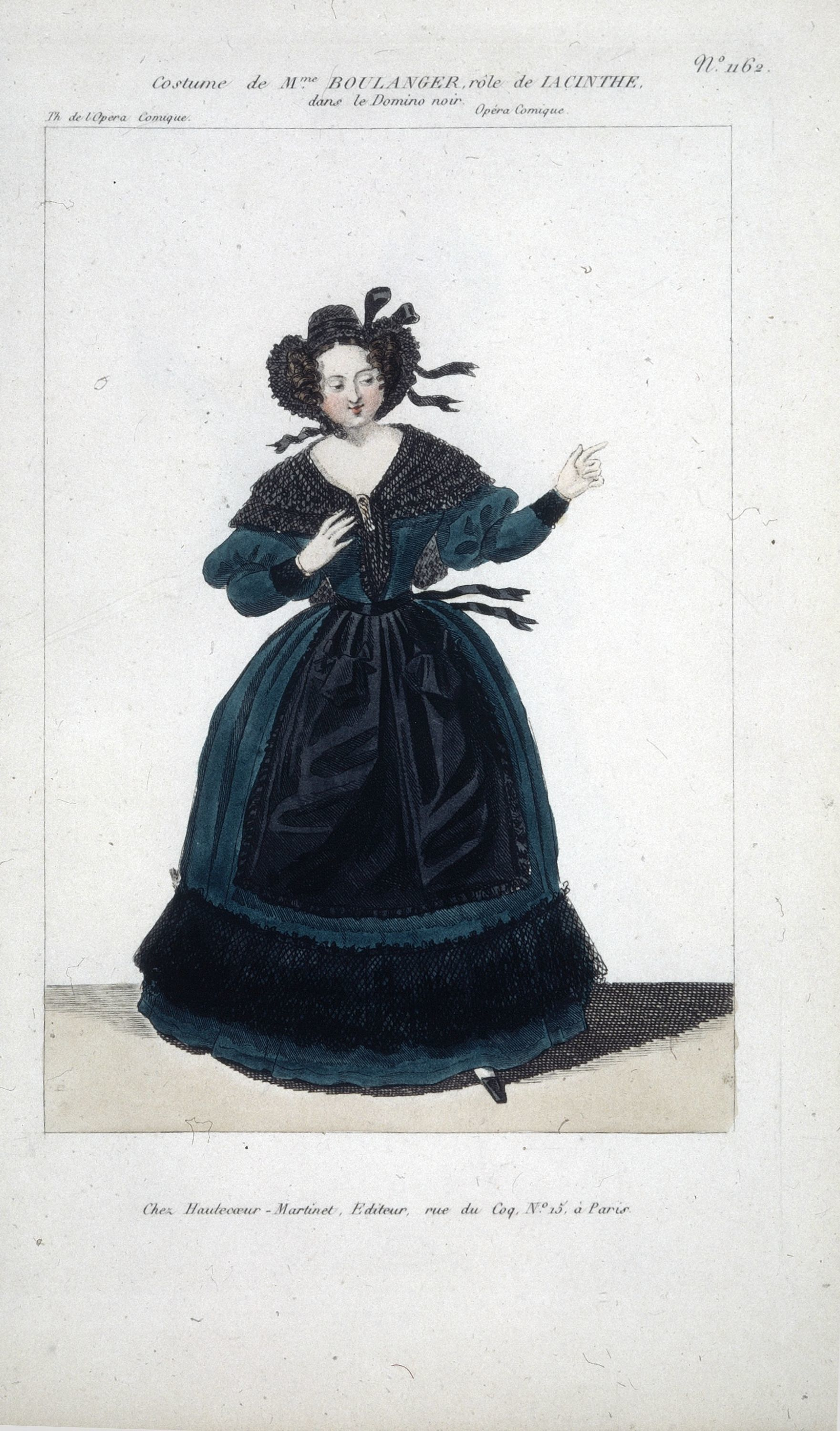
Boulanger (Jacinthe)

Le domino noir erwies sich als außerordentlich erfolgreich. Bis 1845 wurde die Oper ins Deutsche, Englische, Russische, Dänische, Tschechische, Italienische, Spanische, Portugiesische, Ungarische und Schwedische übersetzt, später auch ins Finnische, Kroatische, Polnische und Norwegische. 1882 gab es bereits die 1000. Aufführung, und bis 1909 lassen sich 1209 Aufführungen nachweisen. In England, wo sie schon spätestens 1840 im Theater am Haymarket gespielt wurde, war die Oper besonders populär. In Deutschland allerdings hatte es das Werk schwerer.
Eine italienische Fassung des Librettos mit dem Titel Il dominò nero hatte 1849 in einer Vertonung von Lauro Rossi an der Mailänder Scala Premiere.
Peter Tschaikowski komponierte für ein Gastspiel einer italienischen Operntruppe in Moskau 1869 einige Rezitative, um die französischen Dialoge zu ersetzen. Es ist jedoch nicht sicher, ob sie damals zur Aufführung kamen.
1993 wurde die Oper mit dem English Chamber Orchestra unter der Leitung von Richard Bonynge auf CD eingespielt. Sumi Jo sang die Rolle der Angèle, Bruce Ford den Horace und Gilles Cachemaille den Lord Elford.